# چارلز وود
چارلز وود (انگلیسی: Charles Wood؛ ‏ ۶ اوت ۱۹۳۲ – ۱ فوریهٔ ۲۰۲۰) نمایشنامه‌نویس و فیلم‌نامه‌نویس اهل بریتانیا بود.
از فیلم‌ها یا مجموعه‌های تلویزیونی که وی در آن‌ها نقش داشته‌است، می‌توان به ماجراهای ژرار، خانواده من و بقیه حیوانات، چگونه جنگ را بردم، پایان روز طولانی، مهارت …و نحوه به دست آوردنش، کمک!، کوبا، اتاق نشیمن خواب، آیریس، مرد دیگر، سلطان سرخ، شارپ و واگنر اشاره نمود.